# Liste des communes du Val-de-Marne
Pour les autres listes de communes françaises, voir Listes des communes de France.
| - Le Val-de-Marne en France métropolitaine. - Carte des communes du Val-de-Marne. |

Cette page liste les 47 communes du département français du Val-de-Marne au 1er janvier 2025.

## Liste des communes
Le tableau suivant donne la liste des communes au 1er janvier 2025, en précisant leur code Insee, leur code postal principal, leur arrondissement, leur canton, leur intercommunalité, leur superficie, leur population et leur densité, d'après les chiffres de l'Insee issus du recensement 2022,.
| Nom                      | Code Insee | Code postal | Arrondissement   | Canton                                          | Intercommunalité         | Superficie (km2) | Population (dernière pop. légale) | Densité (hab./km2) | Modifier                                    |
| ------------------------ | ---------- | ----------- | ---------------- | ----------------------------------------------- | ------------------------ | ---------------- | --------------------------------- | ------------------ | ------------------------------------------- |
| Créteil (préfecture)     | 94028      | 94000       | Créteil          | Créteil-1 Créteil-2                             | Métropole du Grand Paris | 11,46            | 92 859 (2022)                     | 8 103              | modifier les données · modifier les données |
| Ablon-sur-Seine          | 94001      | 94480       | L'Haÿ-les-Roses  | Orly                                            | Métropole du Grand Paris | 1,11             | 6 029 (2022)                      | 5 432              | modifier les données · modifier les données |
| Alfortville              | 94002      | 94140       | Créteil          | Alfortville                                     | Métropole du Grand Paris | 3,67             | 45 569 (2022)                     | 12 417             | modifier les données · modifier les données |
| Arcueil                  | 94003      | 94110       | L'Haÿ-les-Roses  | Cachan                                          | Métropole du Grand Paris | 2,33             | 21 868 (2022)                     | 9 385              | modifier les données · modifier les données |
| Boissy-Saint-Léger       | 94004      | 94470       | Créteil          | Plateau briard                                  | Métropole du Grand Paris | 8,94             | 17 335 (2022)                     | 1 939              | modifier les données · modifier les données |
| Bonneuil-sur-Marne       | 94011      | 94380       | Créteil          | Saint-Maur-des-Fossés-2                         | Métropole du Grand Paris | 5,51             | 18 340 (2022)                     | 3 328              | modifier les données · modifier les données |
| Bry-sur-Marne            | 94015      | 94360       | Nogent-sur-Marne | Villiers-sur-Marne                              | Métropole du Grand Paris | 3,35             | 18 095 (2022)                     | 5 401              | modifier les données · modifier les données |
| Cachan                   | 94016      | 94230       | L'Haÿ-les-Roses  | Cachan                                          | Métropole du Grand Paris | 2,74             | 30 526 (2022)                     | 11 141             | modifier les données · modifier les données |
| Champigny-sur-Marne      | 94017      | 94500       | Nogent-sur-Marne | Champigny-sur-Marne-1 Champigny-sur-Marne-2     | Métropole du Grand Paris | 11,30            | 78 367 (2022)                     | 6 935              | modifier les données · modifier les données |
| Charenton-le-Pont        | 94018      | 94220       | Nogent-sur-Marne | Charenton-le-Pont                               | Métropole du Grand Paris | 1,85             | 28 756 (2022)                     | 15 544             | modifier les données · modifier les données |
| Chennevières-sur-Marne   | 94019      | 94430       | Créteil          | Champigny-sur-Marne-2                           | Métropole du Grand Paris | 5,27             | 18 295 (2022)                     | 3 472              | modifier les données · modifier les données |
| Chevilly-Larue           | 94021      | 94550       | L'Haÿ-les-Roses  | Thiais                                          | Métropole du Grand Paris | 4,22             | 19 813 (2022)                     | 4 695              | modifier les données · modifier les données |
| Choisy-le-Roi            | 94022      | 94600       | L'Haÿ-les-Roses  | Choisy-le-Roi                                   | Métropole du Grand Paris | 5,43             | 46 122 (2022)                     | 8 494              | modifier les données · modifier les données |
| Fontenay-sous-Bois       | 94033      | 94120       | Nogent-sur-Marne | Fontenay-sous-Bois                              | Métropole du Grand Paris | 5,58             | 52 646 (2022)                     | 9 435              | modifier les données · modifier les données |
| Fresnes                  | 94034      | 94260       | L'Haÿ-les-Roses  | L'Haÿ-les-Roses                                 | Métropole du Grand Paris | 3,56             | 29 298 (2022)                     | 8 230              | modifier les données · modifier les données |
| Gentilly                 | 94037      | 94250       | L'Haÿ-les-Roses  | Le Kremlin-Bicêtre                              | Métropole du Grand Paris | 1,18             | 18 883 (2022)                     | 16 003             | modifier les données · modifier les données |
| L'Haÿ-les-Roses          | 94038      | 94240       | L'Haÿ-les-Roses  | L'Haÿ-les-Roses                                 | Métropole du Grand Paris | 3,90             | 31 338 (2022)                     | 8 035              | modifier les données · modifier les données |
| Ivry-sur-Seine           | 94041      | 94200       | L'Haÿ-les-Roses  | Ivry-sur-Seine                                  | Métropole du Grand Paris | 6,10             | 64 526 (2022)                     | 10 578             | modifier les données · modifier les données |
| Joinville-le-Pont        | 94042      | 94340       | Nogent-sur-Marne | Charenton-le-Pont                               | Métropole du Grand Paris | 2,30             | 20 784 (2022)                     | 9 037              | modifier les données · modifier les données |
| Le Kremlin-Bicêtre       | 94043      | 94270       | L'Haÿ-les-Roses  | Le Kremlin-Bicêtre                              | Métropole du Grand Paris | 1,54             | 23 678 (2022)                     | 15 375             | modifier les données · modifier les données |
| Limeil-Brévannes         | 94044      | 94450       | Créteil          | Villeneuve-Saint-Georges                        | Métropole du Grand Paris | 6,93             | 27 806 (2022)                     | 4 012              | modifier les données · modifier les données |
| Maisons-Alfort           | 94046      | 94700       | Nogent-sur-Marne | Maisons-Alfort                                  | Métropole du Grand Paris | 5,35             | 57 422 (2022)                     | 10 733             | modifier les données · modifier les données |
| Mandres-les-Roses        | 94047      | 94520       | Créteil          | Plateau briard                                  | Métropole du Grand Paris | 3,30             | 4 876 (2022)                      | 1 478              | modifier les données · modifier les données |
| Marolles-en-Brie         | 94048      | 94440       | Créteil          | Plateau briard                                  | Métropole du Grand Paris | 4,59             | 4 685 (2022)                      | 1 021              | modifier les données · modifier les données |
| Nogent-sur-Marne         | 94052      | 94130       | Nogent-sur-Marne | Charenton-le-Pont Nogent-sur-Marne              | Métropole du Grand Paris | 2,80             | 32 998 (2022)                     | 11 785             | modifier les données · modifier les données |
| Noiseau                  | 94053      | 94880       | Créteil          | Plateau briard                                  | Métropole du Grand Paris | 4,49             | 4 619 (2022)                      | 1 029              | modifier les données · modifier les données |
| Orly                     | 94054      | 94310       | L'Haÿ-les-Roses  | Orly                                            | Métropole du Grand Paris | 6,69             | 24 488 (2022)                     | 3 660              | modifier les données · modifier les données |
| Ormesson-sur-Marne       | 94055      | 94490       | Créteil          | Saint-Maur-des-Fossés-2                         | Métropole du Grand Paris | 3,41             | 10 589 (2022)                     | 3 105              | modifier les données · modifier les données |
| Périgny                  | 94056      | 94520       | Créteil          | Plateau briard                                  | Métropole du Grand Paris | 2,79             | 2 744 (2022)                      | 984                | modifier les données · modifier les données |
| Le Perreux-sur-Marne     | 94058      | 94170       | Nogent-sur-Marne | Nogent-sur-Marne                                | Métropole du Grand Paris | 3,96             | 34 654 (2022)                     | 8 751              | modifier les données · modifier les données |
| Le Plessis-Trévise       | 94059      | 94420       | Créteil          | Villiers-sur-Marne                              | Métropole du Grand Paris | 4,32             | 21 096 (2022)                     | 4 883              | modifier les données · modifier les données |
| La Queue-en-Brie         | 94060      | 94510       | Créteil          | Plateau briard                                  | Métropole du Grand Paris | 9,16             | 12 074 (2022)                     | 1 318              | modifier les données · modifier les données |
| Rungis                   | 94065      | 94150       | L'Haÿ-les-Roses  | Thiais                                          | Métropole du Grand Paris | 4,20             | 5 669 (2022)                      | 1 350              | modifier les données · modifier les données |
| Saint-Mandé              | 94067      | 94160       | Nogent-sur-Marne | Vincennes                                       | Métropole du Grand Paris | 0,92             | 21 223 (2022)                     | 23 068             | modifier les données · modifier les données |
| Saint-Maur-des-Fossés    | 94068      | 94100 94210 | Nogent-sur-Marne | Saint-Maur-des-Fossés-1 Saint-Maur-des-Fossés-2 | Métropole du Grand Paris | 11,25            | 76 010 (2022)                     | 6 756              | modifier les données · modifier les données |
| Saint-Maurice            | 94069      | 94410       | Nogent-sur-Marne | Charenton-le-Pont                               | Métropole du Grand Paris | 1,43             | 14 411 (2022)                     | 10 078             | modifier les données · modifier les données |
| Santeny                  | 94070      | 94440       | Créteil          | Plateau briard                                  | Métropole du Grand Paris | 9,91             | 3 958 (2022)                      | 399                | modifier les données · modifier les données |
| Sucy-en-Brie             | 94071      | 94370       | Créteil          | Saint-Maur-des-Fossés-2                         | Métropole du Grand Paris | 10,43            | 27 593 (2022)                     | 2 646              | modifier les données · modifier les données |
| Thiais                   | 94073      | 94320       | L'Haÿ-les-Roses  | Thiais                                          | Métropole du Grand Paris | 6,43             | 32 006 (2022)                     | 4 978              | modifier les données · modifier les données |
| Valenton                 | 94074      | 94460       | L'Haÿ-les-Roses  | Villeneuve-Saint-Georges                        | Métropole du Grand Paris | 5,31             | 14 453 (2022)                     | 2 722              | modifier les données · modifier les données |
| Villecresnes             | 94075      | 94440       | Créteil          | Plateau briard                                  | Métropole du Grand Paris | 5,62             | 11 650 (2022)                     | 2 073              | modifier les données · modifier les données |
| Villejuif                | 94076      | 94800       | L'Haÿ-les-Roses  | Villejuif                                       | Métropole du Grand Paris | 5,34             | 58 142 (2022)                     | 10 888             | modifier les données · modifier les données |
| Villeneuve-le-Roi        | 94077      | 94290       | L'Haÿ-les-Roses  | Orly                                            | Métropole du Grand Paris | 8,40             | 20 871 (2022)                     | 2 485              | modifier les données · modifier les données |
| Villeneuve-Saint-Georges | 94078      | 94190       | L'Haÿ-les-Roses  | Choisy-le-Roi Villeneuve-Saint-Georges          | Métropole du Grand Paris | 8,75             | 36 170 (2022)                     | 4 134              | modifier les données · modifier les données |
| Villiers-sur-Marne       | 94079      | 94350       | Nogent-sur-Marne | Villiers-sur-Marne                              | Métropole du Grand Paris | 4,33             | 32 547 (2022)                     | 7 517              | modifier les données · modifier les données |
| Vincennes                | 94080      | 94300       | Nogent-sur-Marne | Fontenay-sous-Bois Vincennes                    | Métropole du Grand Paris | 1,91             | 48 368 (2022)                     | 25 324             | modifier les données · modifier les données |
| Vitry-sur-Seine          | 94081      | 94400       | L'Haÿ-les-Roses  | Vitry-sur-Seine-1 Vitry-sur-Seine-2             | Métropole du Grand Paris | 11,67            | 95 282 (2022)                     | 8 165              | modifier les données · modifier les données |
| Val-de-Marne             | 94         |             |                  |                                                 |                          | 245,00           | 1 419 531 (2022)                  | 5 794              | modifier les données                        |

## Urbanisme
Suivant la classification de l'Insee, toutes les communes du Val-de-Marne étaient incluses dans l'aire urbaine de Paris en 1999 et toutes étaient des pôles urbains.

## Liste de communes par arrondissement
Le département possède trois arrondissements : celui de L'Haÿ-les-Roses, celui de Créteil et celui de Nogent-sur-Marne.
| Arrondissement de L'Haÿ-les-Roses | Arrondissement de Créteil | Arrondissement de Nogent-sur-Marne |
| --- | --- | --- |
| 1. Fresnes 2. Rungis 3. Thiais 4. Chevilly-Larue 5. L'Haÿ-les-Roses 6. Villejuif 7. Cachan 8. Arcueil 9. Gentilly 10. Le Kremlin-Bicêtre | 1. Ivry-sur-Seine 2. Charenton-le-Pont 3. Saint-Maurice 4. Maisons-Alfort 5. Alfortville 6. Vitry-sur-Seine 7. Choisy-le-Roi 8. Orly 9. Villeneuve-le-Roi 10. Ablon-sur-Seine 11. Villeneuve-Saint-Georges 12. Valenton 13. Créteil 14. Saint-Maur-des-Fossés 15. Bonneuil-sur-Marne 16. Sucy-en-Brie 17. Boissy-Saint-Léger 18. Limeil-Brévannes 19. Villecresnes 20. Mandres-les-Roses 21. Périgny 22. Santeny 23. Marolles-en-Brie | 1. La Queue-en-Brie 2. Noiseau 3. Ormesson-sur-Marne 4. Chennevières-sur-Marne 5. Le Plessis-Trévise 6. Villiers-sur-Marne 7. Champigny-sur-Marne 8. Joinville-le-Pont 9. Nogent-sur-Marne 10. Le Perreux-sur-Marne 11. Bry-sur-Marne 12. Fontenay-sous-Bois 13. Vincennes 14. Saint-Mandé |

## Intercommunalité
Depuis le 1er janvier 2016, les communes du département appartiennent à la métropole du Grand Paris, au sein de 3 établissements publics territoriaux :
- PEMB : Établissement public territorial Paris-Est-Marne et Bois ;
- GPSEA : Établissement public territorial Grand Paris Sud Est Avenir ;
- GOSB : Établissement public territorial Grand-Orly Seine Bièvre (comprend aussi des communes de l'Essonne).